# Paranaiba (tiểu vùng)
Paranaiba là một tiểu vùng thuộc bang Mato Grosso do Sul, Brasil. Tiều vùng này có diện tích 17188 km², dân số năm 2007 là 70771 người.